# NGC 4369
NGC 4369 је спирална галаксија у сазвежђу Ловачки пси која се налази на NGC листи објеката дубоког неба.
Деклинација објекта је + 39° 22' 58" а ректасцензија 12h 24m 36,4s. Привидна величина (магнитуда) објекта NGC 4369 износи 11,4 а фотографска магнитуда 12,3. Налази се на удаљености од 21,6000 милиона парсека од Сунца. NGC 4369 је још познат и под ознакама UGC 7489, MCG 7-26-4, MK 439, IRAS 12221+3939, CGCG 216-2, KUG 1222+396, PGC 40396.